# Notokaktus

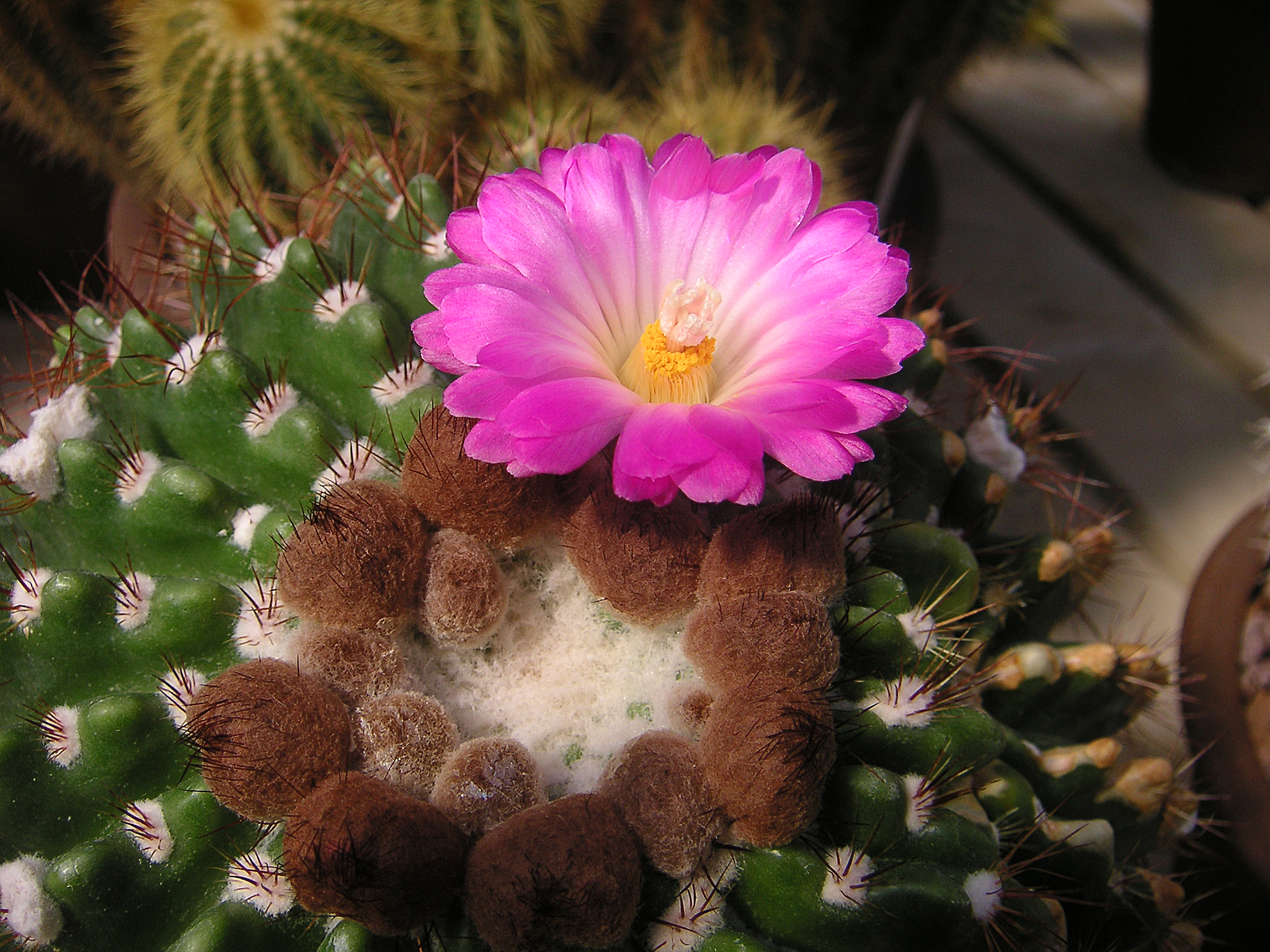
Parodia herteri

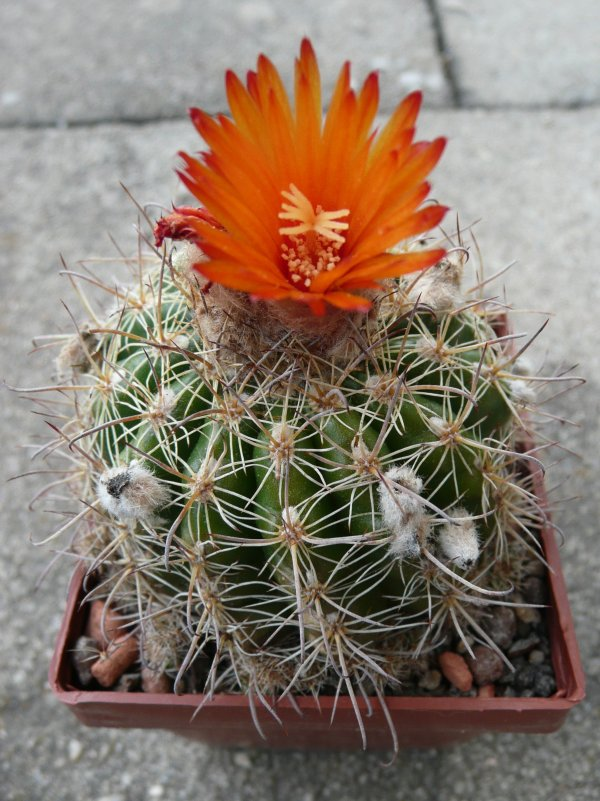
Parodia mairanana

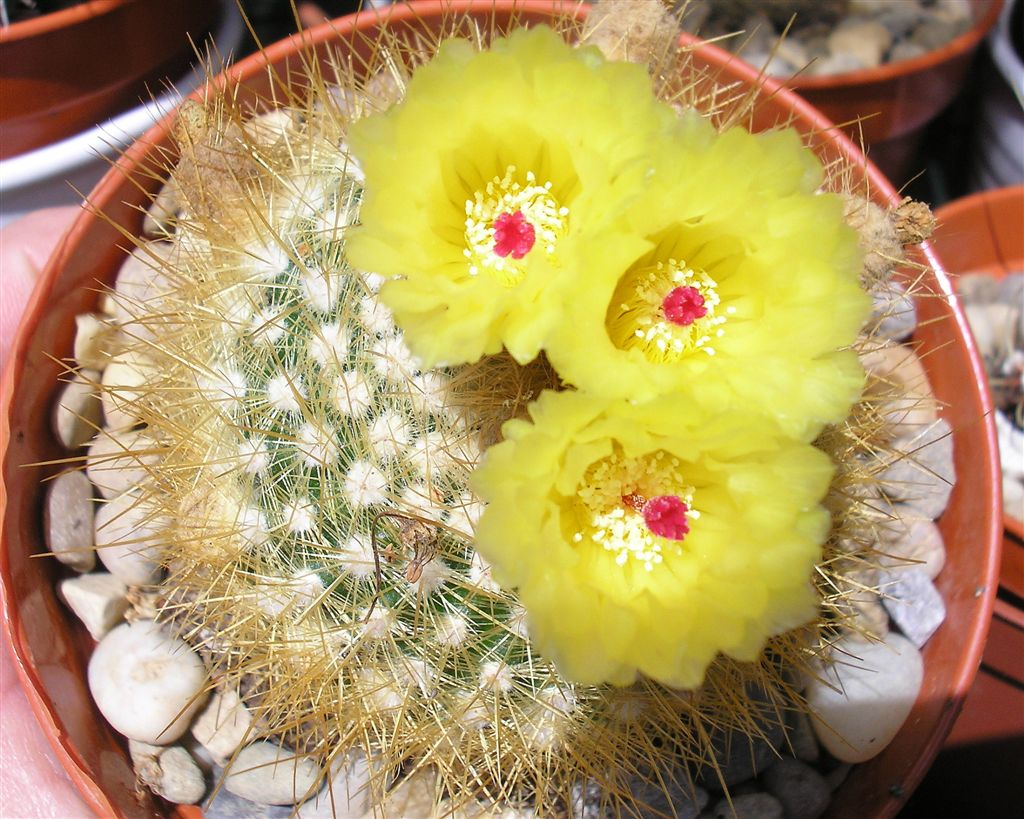
Parodia scopa

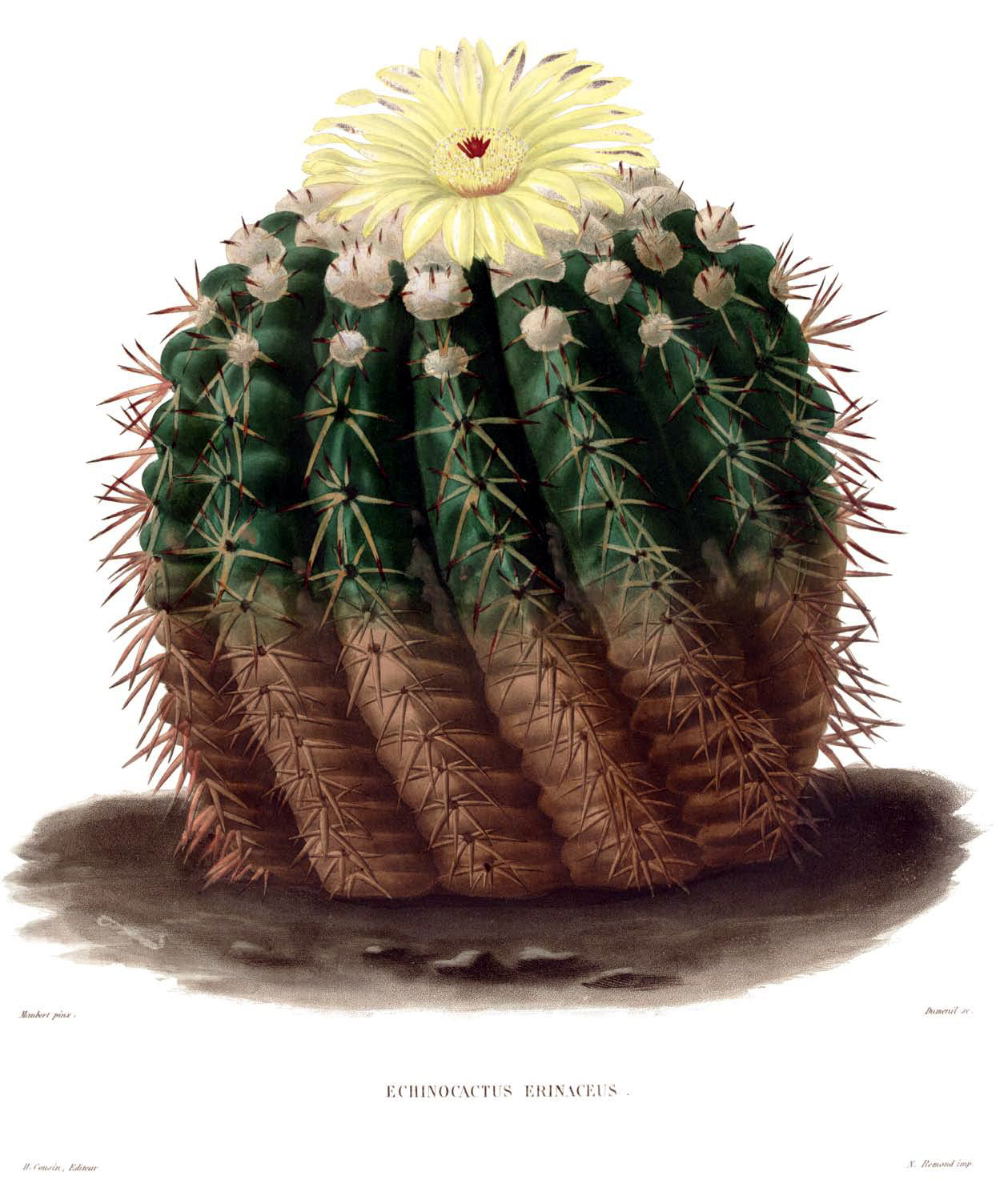
Parodia erinacea

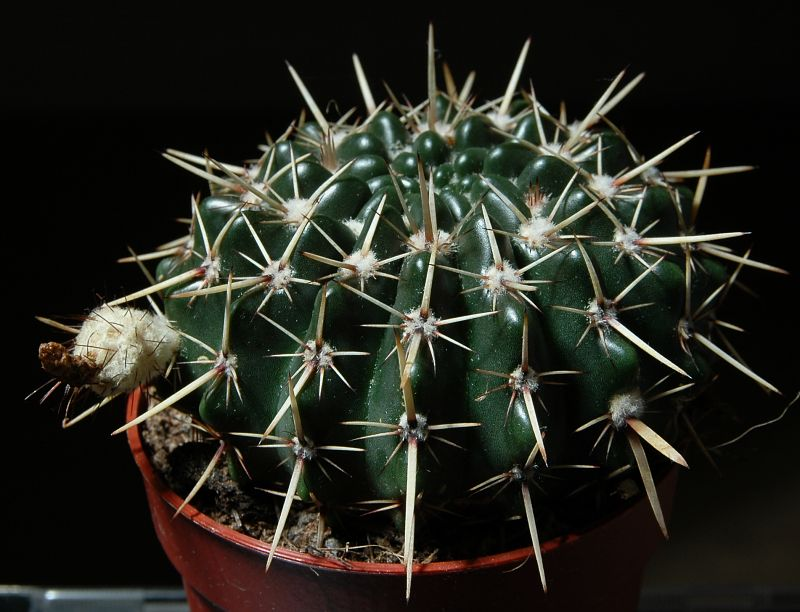
Parodia mammulosa

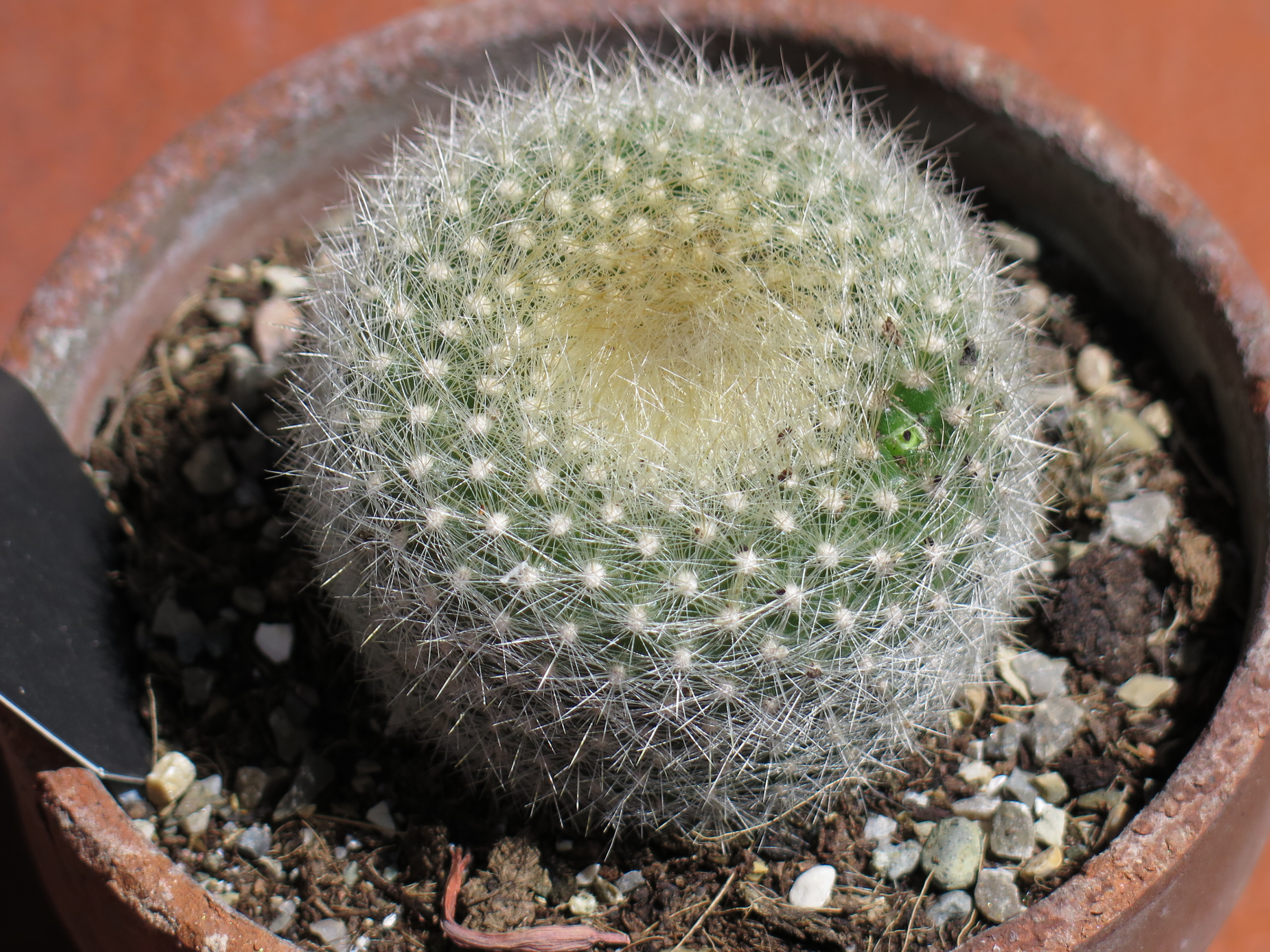
Parodia haselbergii

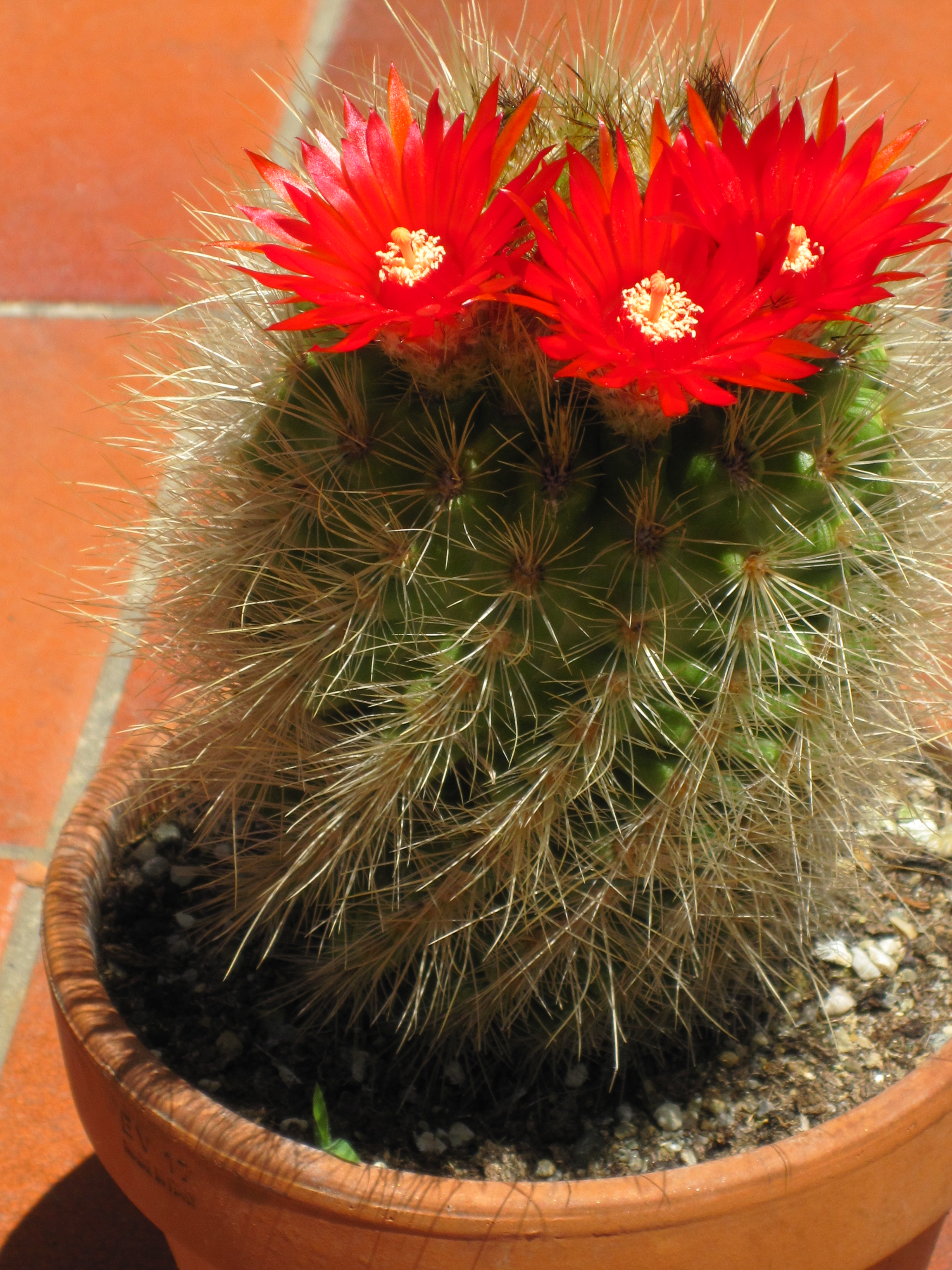
Parodia penicillata

Notokaktus (Parodia syn. Notocactus) – rodzaj roślin z rodziny kaktusowatych. Rodzaj obejmuje 15 gatunków występujących w Brazylii i Argentynie. W Polsce niektóre gatunki są uprawiane jako rośliny doniczkowe.

## Systematyka
Synonimy
Acanthocephala Backeb., Brasilicactus Backeb., Brasiliparodia F.Ritter, Brasilocactus, Chrysocactus Y.Itô, Dactylanthocactus Y.Itô, Eriocactus Backeb., Eriocephala Backeb., Friesia Fric, Hickenia Britton & Rose, Jauhisoparodia Gabriel Blackhat, Malacocarpus Salm-Dyck, Microspermia Fric, Neohickenia Fric, Notocactus (K.Schum.) Fric, Sericocactus Y.Itô, Wigginsia D.M.Porter
Pozycja systematyczna według APweb (aktualizowany system APG III z 2009)
Należy do rodziny kaktusowatych (Cactaceae) Juss., która jest jednym z kladów w obrębie rzędu goździkowców (Caryophyllales)  i klasy roślin okrytonasiennych. W obrębie kaktusowatych należy do plemienia Notocacteae, podrodziny Cactoideae.
Pozycja w systemie Reveala (1993-1999)
Gromada okrytonasienne (Magnoliophyta Cronquist), podgromada Magnoliophytina Frohne & U. Jensen ex Reveal, klasa Rosopsida Batsch, podklasa goździkowe (Caryophyllidae Takht.), nadrząd  Caryophyllanae Takht.,  rząd goździkowce (Caryophyllales Perleb), podrząd Cactineae Bessey in C.K. Adams, rodzina kaktusowate (Cactaceae Juss.), rodzaj Notocactus (K.Schum.) Fric.
Gatunki
- Parodia alacriportana Backeb. & Voll
- Parodia allosiphon (Marchesi) N.P. Taylor
- Parodia arnostiana (Lisal & Kolarik) Hofacker
- Parodia aureicentra Backeb.
- Parodia ayopayana Cárdenas
- Parodia buiningii (Buxb.) N.P. Taylor
- Parodia camargensis Buining & F. Ritter
- Parodia carambeiensis (Buining & Brederoo) Hofacker
- Parodia chrysacanthion (K. Schum.) Backeb.
- Parodia columnaris Cárdenas
- Parodia comarapana Cárdenas
- Parodia concinna (Monv.) N.P. Taylor
- Parodia crassigibba (F. Ritter) N.P. Taylor
- Parodia curvispina (F. Ritter) D.R. Hunt
- Parodia erinacea (Haw.) N.P. Taylor
- Parodia erubescens (Osten) D.R. Hunt
- Parodia fusca (F. Ritter) Hofacker & P.J. Braun
- Parodia gaucha M.Machado & Larocca
- Parodia gibbulosoides F.H. Brandt
- Parodia gracilis F. Ritter
- Parodia haselbergii (F. Haage) F.H. Brandt
- Parodia herteri (Werderm.) N.P. Taylor
- Parodia horstii (F. Ritter) N.P. Taylor
- Parodia langsdorfii (Lehm.) D.R. Hunt
- Parodia leninghausii (Haage) F.H. Brandt
- Parodia linkii (Lehm.) R. Kiesling
- Parodia maasii (Heese) A. Berger
- Parodia magnifica (F. Ritter) F.H. Brandt
- Parodia mammulosa (Lem.) N.P. Taylor
- Parodia meonacantha (Prestle) Hofacker
- Parodia microsperma  (F.A.C. Weber) Speg.
- Parodia miguillensis Cárdenas
- Parodia mueller-melchersii (Frić ex Backeb.) N.P. Taylor
- Parodia muricata (Otto) Hofacker
- Parodia neglecta F.H. Brandt
- Parodia neoarechavaletae (Havlicek) D.R. Hunt
- Parodia neohorstii N.P.Taylor
- Parodia nigrispina (K. Schum.) F.H. Brandt
- Parodia nivosa Backeb.
- Parodia ottonis (Lehm.) N.P. Taylor
- Parodia oxycostata (Buining & Brederoo) Hofacker
- Parodia permutata (F. Ritter) Hofacker
- Parodia procera F. Ritter
- Parodia rechensis (Buining) F.H.Brandt
- Parodia rudibuenekeri (W.R. Abraham) Hofacker & P.J. Braun
- Parodia schumanniana (Nicolai) F.H. Brandt
- Parodia schwebsiana (Werderm.) Backeb.
- Parodia scopa (Spreng.) N.P. Taylor
- Parodia sellowii (Link & Otto) D.R. Hunt
- Parodia sotomayorensis F. Ritter
- Parodia stockingeri (Prestlé) Hofacker & P.J.Braun
- Parodia stuemeri (Werderm.) Backeb.
- Parodia subterranea F. Ritter
- Parodia subtilihamata F. Ritter
- Parodia tabularis (F. Cels ex Rumpler) D.R. Hunt
- Parodia taratensis Cárdenas
- Parodia tenuicylindrica (F. Ritter) D.R. Hunt
- Parodia tredecimcostata F. Ritter
- Parodia tuberculata Cárdenas
- Parodia turbinata (Arechav.) Hofacker
- Parodia turecekiana R. Kiesling
- Parodia werdermanniana (Herter) N.P. Taylor
- Parodia yamparaezi Cárdenas
- Parodia zecheri R. Vásquez

## Uprawa

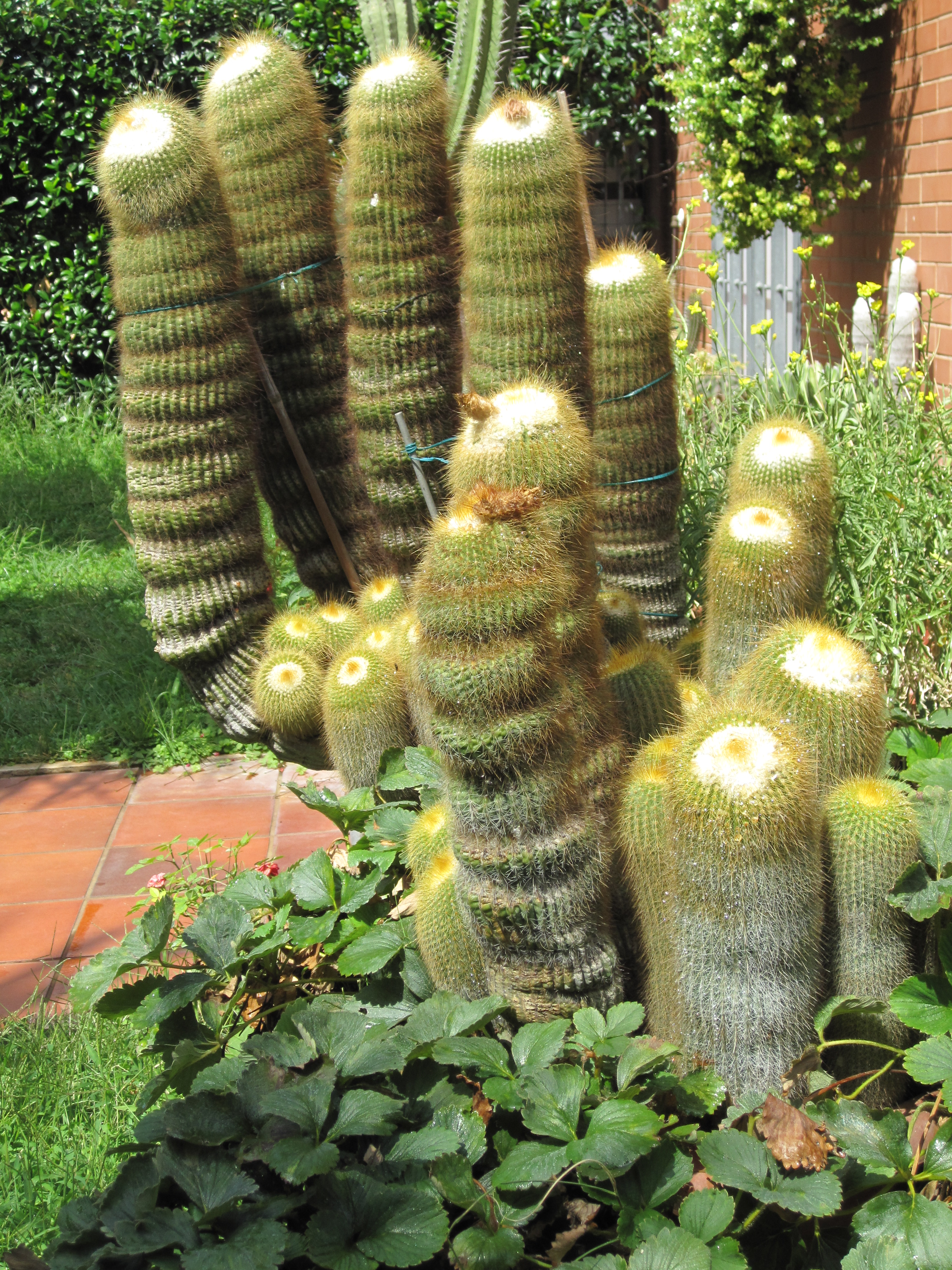
Parodia leninghausii

Uprawa niewielkich notokaktusów nie stwarza szczególnych problemów. Tolerują zimą także wyższą temperaturę.
Miejsce uprawyJasne, nieco nasłonecznione, lecz zasłonięte od słońca w godzinach południowych; idealna temperatura zimą wynosi 10-12 °C, ale wyższa też roślinom nie szkodzi.
PodlewanieLatem, zwłaszcza w okresie kwitnienia, podłoże należy utrzymywać stale wyraźnie wilgotne, nigdy jednak nie dopuszczając do zalegania nadmiaru wody w doniczce; w tym okresie korzystne jest zamgławianie; zimą należy zapewnić roślinie stanowisko możliwie suche i nawet w wyższej temperaturze podlewać ją bardzo oszczędnie.
NawożenieLatem, w okresie wzrostu co miesiąc nawozem do kaktusów.
RozmnażanieZ nasion nie przykrywanych ziemią.